# Jacobo Jonghelinck
Jacobo Jonghelinck (en flamenco Jacob Jonghelinck y en francés Jacques Jonghelinck) (Amberes, 21 de octubre de 1530-Amberes, 1606) fue un escultor y medallista flamenco que trabajó en Bruselas en el estilo manierista para varias cortes católicas de Europa occidental.

## Biografía
Procede de una familia de medallistas y maestros de la Ceca de Amberes. 
En 1552 viaja a Milán, donde trabaja con Leone Leoni. Al volver a los Países Bajos, probablemente en 1553, logra grandes encargos, sobre todo de la familia real y la corte española. El cardenal Antonio Perrenot de Granvela lo emplea como medallista y le proporciona un estudio en su palacio de Bruselas, donde funde una serie de bustos imperiales basados en modelos de los Leoni. Es en esta época cuando realiza una medalla con las efigies de Carlos I y Felipe II (un ejemplar se conserva en el Museo del Prado). 

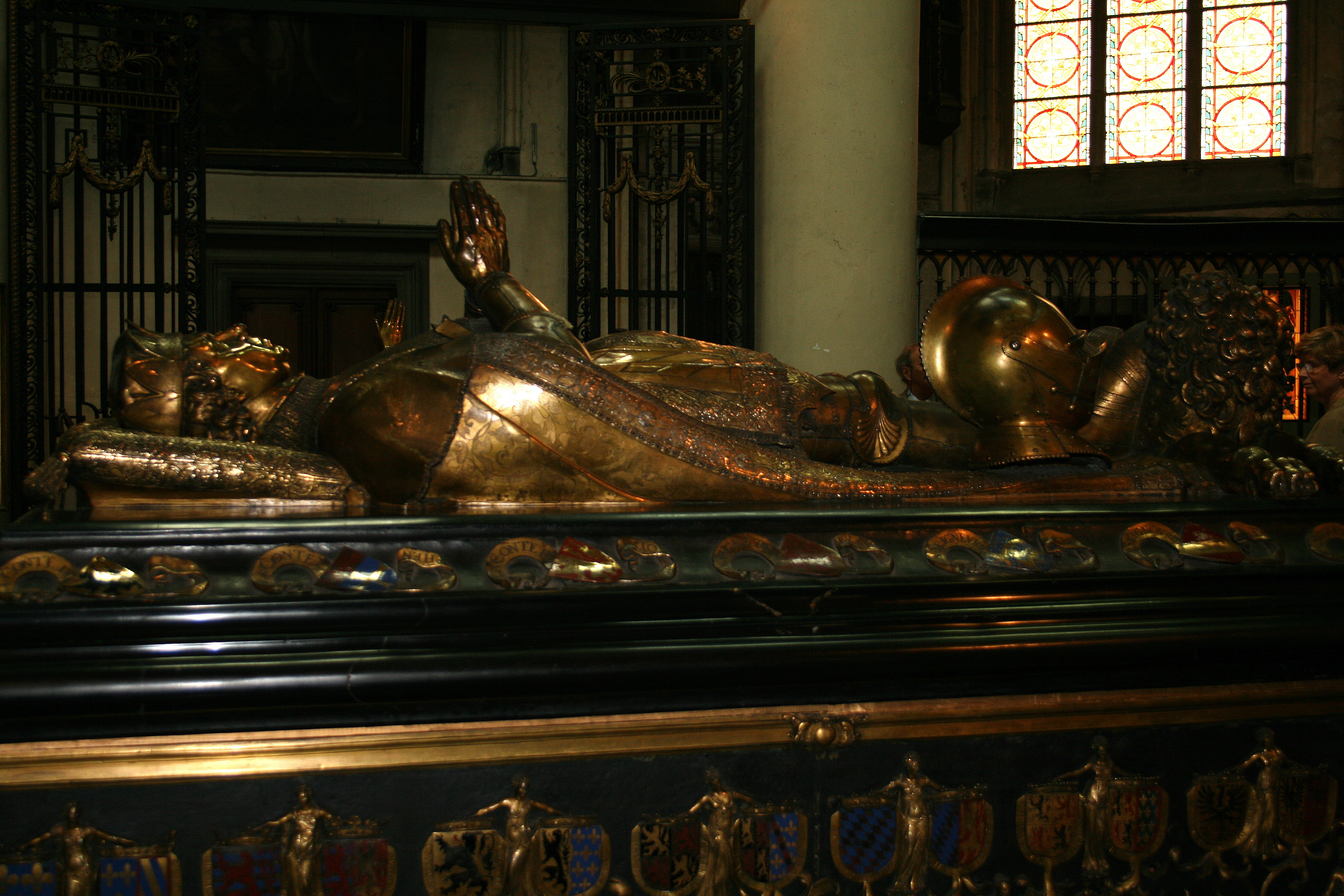
Escultura de Carlos el Temerario realizada por el artista flamenco

Colaboró como escultor y fundidor de bronce en 1558 con el escultor Joos Aerts en el mausoleo de bronce dorado y mármol negro de Carlos el Temerario -quien había muerto casi un siglo antes- en la iglesia de Nuestra Señora de Brujas. Debido a que la tumba estaba situada al lado de la de la hija de Carlos —realizada a finales del siglo XV—, Jonghelinck imitó el estilo de esta última, mostrando un respeto por el pasado reciente inusual en el siglo XVI. A partir de 1559 trabaja para la regente Margarita de Parma. 
Se trasladó de Amberes a establecer un taller en Bruselas en 1562 y fue nombrado escultor de la corte el año siguiente, en 1563, al ser nombrado escultor de Felipe II y en 1571 realizó la estatua, una de sus obras maestras, del Gran Duque de Alba venciendo al engaño para la ciudadela de Amberes, que resultó destruida en una revuelta en 1577, así como el busto del mismo personaje (Frick Collection, Nueva York). En el Museo del Prado se le atribuye un busto de Felipe II por su similitud con el citado del duque .
También concibe Jonghelinck la serie monumental en bronce de los Siete planetas (Palacio Real de Madrid, Salón del Trono y Salón de Columnas ) y una figura de Baco (jardines del palacio de Aranjuez). 
Después de ser nombrado director de la Ceca de Amberes en 1572 tiene poco tiempo para la gran escultura, produciendo a partir de ese momento principalmente medallas. Sus obras denotan una fuerte influencia de Leone Leoni, de Benvenuto Cellini y de esculturas antiguas, como el Laocoonte o el Torso Belvedere. En sus bronces muestra su gran perfección técnica y sus retratos logran una considerable caracterización del personaje.